# Deborah Gelisio
Deborah Gelisio (n. 26 februarie 1976, Belluno, Veneto, Italia) este o trăgătoare de tir ce a reprezentat Italia, medaliată olimpică. A participat la 3 ediții ale Jocurilor Olimpice (1996, 2000, 2008) în care a câștigat o medalie de argint.